# Karrierepfad
Als Karrierepfad bezeichnet man eine von einem Arbeitgeber angebotene Karriereoption, die von einem oder von verschiedenen definierten Einstiegspunkten (z. B. Abitur, Bachelorabschluss, MBA) im Regelfall zu einer berechenbaren und stabilen Karriere innerhalb eines Unternehmens oder einer nicht privatwirtschaftlich orientierten Organisation führen soll. Karrierepfade können sich mit zunehmender Berufserfahrung verzweigen (z. B. nach Abschluss eines zunächst für alle einheitlichen Traineeprogramms) oder schon ab dem Einstiegspunkt differenziert sein (z. B. in Linienmanager- und Spezialistenkarrieren). Bei Beamten bezeichnet man vorgegebene Karrierepfade als Laufbahn.

## Funktion
Das Angebot von Karrierepfaden z. B. auf der Homepage von Unternehmen soll Transparenz schaffen und Orientierungsfunktionen vor allem für Berufseinsteiger schaffen, die von den traditionellen Berufsbezeichnungen, aber auch von Hochschulabschlüssen wegen deren nachlassenden Ordnungs- und Statuszuweisungsfunktion – zumal unter Bedingungen des lebenslangen Lernens – nicht mehr erfüllt werden. Als Baustein des Employer Branding soll die Definition von Karrierepfaden die Rekrutierung unterstützen und die Attraktivität des Arbeitgebers herausstellen. Den Bewerbern sollen die Angebote von Karrierepfaden signalisieren, dass von ihnen erhöhte Flexibilität und Selbststeuerungsfähigkeit bei der Nutzung der Karriereangebote erwartet werden und ein Aufstieg innerhalb der Organisation an die Bewältigung bestimmter Anforderungen gebunden ist, die erfüllt werden müssen, ohne dass dies den Aufstieg garantiert. Die Stufen eines Karrierepfades sind gekoppelt an Kriterien wie Erfahrung, formale Qualifikation, Eignung (fachlich, methodisch, persönlich) usw. Entsprechend abgestuft sind Verantwortung und Entlohnung.
Seltener kommuniziert werden seitens der Unternehmen die impliziten Grenzen der  Karrieremöglichkeiten und die möglichen Ausstiegspunkte im Falle der Nichterfüllung der wechselseitigen Erwartungen. Mit dem Angebot von Karrierepfaden im Internet ist bisher nur in seltenen Fällen eine sinnvolle Beratung bei der Bewerbung verbunden.
Mit dem Ende der lebenslangen Vollzeitstelle verlieren lineare Karrierepfade weitgehend ihre Bedeutung, vor allem auch infolge der Ausdünnung des mittleren Managements. Wichtiger werden stattdessen horizontale Karrieren z. B. im Projektmanagement oder Auslandseinsatz.
Auch die Laufbahnen des öffentlichen Dienstes differenzieren sich zunehmend; sie setzen meist einen allgemeinen Vorbereitungsdienst voraus, bevor sie sich funktionsspezifisch verzweigen. Daneben gibt es besondere Karrierepfade für Quereinsteiger, z. B. für technische Spezialisten. Höhere Karrieren im öffentlichen Dienst oder in den öffentlich-rechtlichen Medien sind faktisch oft an die Mitgliedschaft in Parteien gebunden.

## Typen
Viele Unternehmen bieten sowohl Karrieren im General Management als auch verschiedene Spezialistenkarrieren (Consultant, IT-Spezialist, Internationaler Einsatz) an. Derzeit noch relativ selten sind solche im Projektmanagement. Immer öfter bieten Unternehmen auch Karrieren für fachfremde Quereinsteiger an.

## Standardisierung
Da die unternehmensindividuellen Karrierepfade selbst stark variieren und somit zu neuer Intransparenz der Bezeichnungen und Anforderungen an die Bewerber führen, bemühen sich verschiedene professionelle Organisationen um Standardisierung und Zertifizierung von Karrierepfaden mit dem Ziel einer besseren internationalen Vergleichbarkeit der Kompetenzen bis hin zur verbandlichen Regulation von Quasi-Berufsbildern. Im Bereich Projektmanagement sind dies beispielsweise AXELOS, IPMA und PMI.